# Flash détente

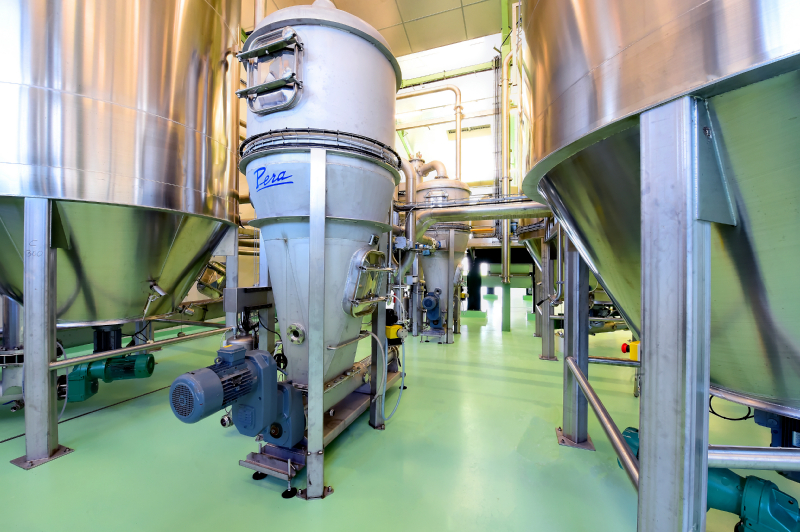
Équipement de flash détente : Chambre de détente (mise sous vide)

La flash détente est un processus de vinification qui consiste à chauffer une vendange fraîche, qui est ensuite traitée sous vide. Le traitement sous vide favorise l’extraction des composés du raisin. Elle s'apparente à la technique de la thermovinification.

## Processus
La vendange foulée et égrappée est réchauffée en tombant dans une trémie avec un cylindre percé de trous. Par ceux-ci, de la vapeur arrive au cœur de la vendange et va très rapidement la réchauffer à 85-90 °C. Puis la vendange tombe dans un système de pompe volumétrique, et est envoyée dans une cuve renforcée. 
Dans cette cuve, un vide partiel est appliqué (50-60 hPa). Sous vide, on a une fragilisation des parois pectocellulosiques, qui composent les cellules de la baie du raisin. Les composés peuvent alors facilement être extraits des cellules.
Cela a également pour effet de diminuer la température de la vendange, ce qui est recherché dans le processus (selon la loi des gaz parfaits). Cette vendange, dite flashée, est envoyée dans un pressoir : l'extraction des composés pelliculaires est alors très importante (composants responsables de la couleur majoritairement). La vendange peut également être envoyée dans une cuve de macération. 
Ce procédé de flash détente créé un phénomène de séparation des pépins, on ne peut garder alors que les pellicules et la pulpe, ce qui évite d'extraire les tanins durs des pépins.
La Flash détente est suivie d’une macération (12 heures à 8 jours), la couleur est alors noire, très concentrée. On peut assembler les vins issus de flash détente avec vins issus de macération traditionnelle.  Ce processus est un thermo-traitement, mais ce n’est pas une thermovinification.